# Ƌ
Das Ƌ (kleingeschrieben ƌ) ist ein Buchstabe des lateinischen Schriftsystems. Obwohl der Buchstabe ein verändertes D darstellen soll, wird er typografisch meist als gespiegelte Form des Buchstaben Ƃ realisiert.
In Zhuang wurde der Buchstabe von 1957 bis 1986 verwendet, um den Laut /⁠ɗ⁠/ darzustellen. Danach wurde er durch den Digraphen nd ersetzt.

## Darstellung auf dem Computer
Unicode enthält das Ƌ an den Codepunkten U+018B (Großbuchstabe) und U+018C (Kleinbuchstabe).